# Погезания
Погезания (нем. Pogesanien, пол. Pogezania, лит. Pagudė) — историческая область в Пруссии. Одна из областей (нем. gaue), на которые делилась провинция Восточная Пруссия до реформы Фридриха Великого. Название происходит от прусского корня pa-gudian, означающего «местность, поросшая кустарником».
Расположена между Помезанией и Вармией, включает земли, расположенные  по среднему течению Паслеки, области Самброд, Паслек, друзненскую землю, а также важный торговый пункт Трусо. В настоящее время входит в состав Варминско-Мазурского воеводства Польши.